# Ahmed Tidiane Souaré

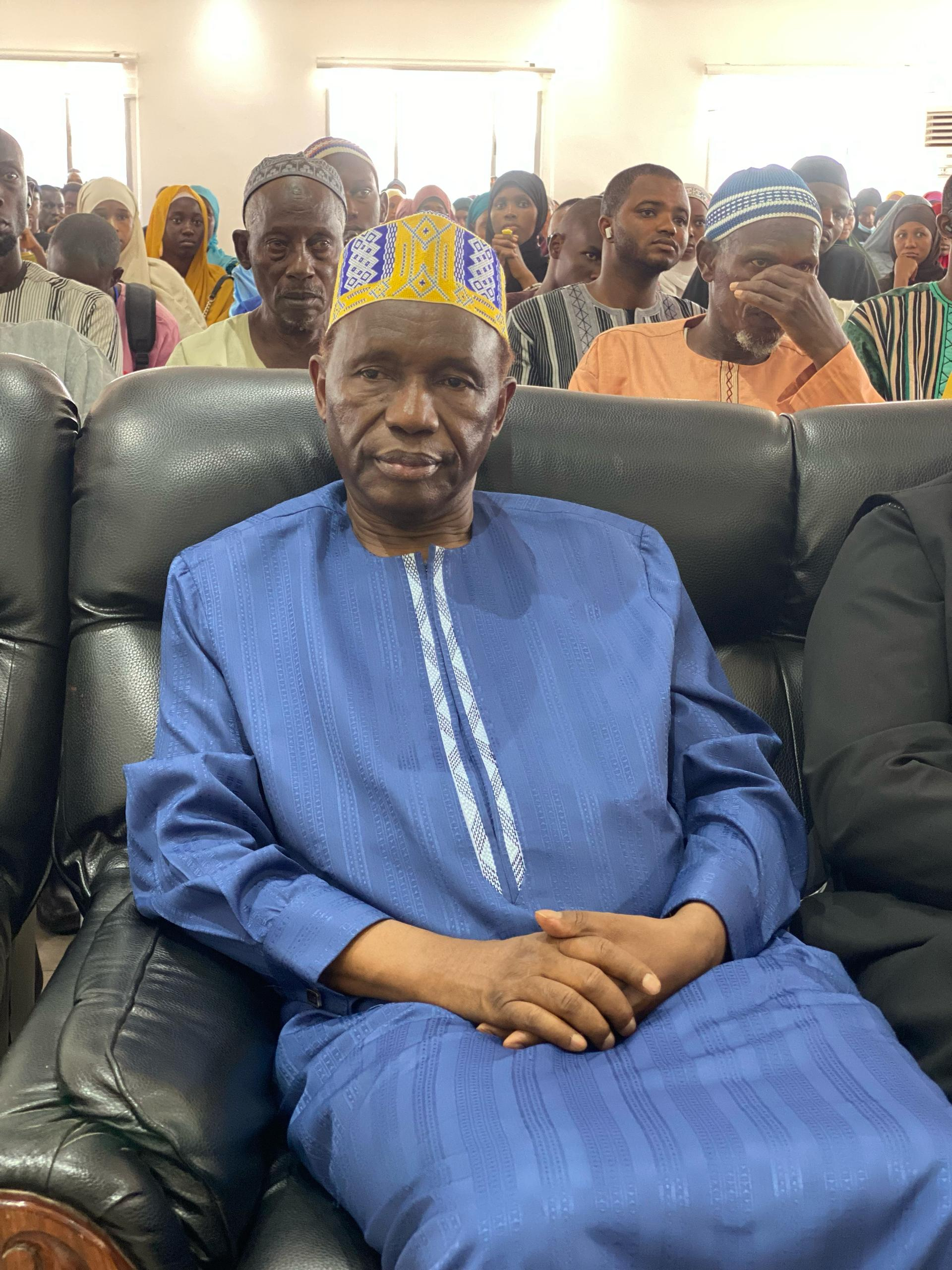

Ahmed Tidiane Souaré, född 1951, är sedan i maj 2008 premiärminister i Guinea.
Månaden efter utnämndes Souarés regering officiellt av president Lansana Conté.
Måndagen den 22 december 2008 meddelade nationalförsamlingens talman Aboubacar Somparé, i en tv-sändning, att general Conté dött efter en lång tids sjukdom. 
Ganska omgående förklarade en grupp militärer att de upplöst regeringen och istället tillsatt ett "konsultativt råd", Nationalrådet för demokrati och utveckling (CNDD).
Souaré höll då själv ett radiotal i vilket han utropade 40 dagars landssorg, uppmanade det "modiga guineanska folket" att hålla sig lugna, förnekade militärkuppen och försäkrade att regeringen fortfarande styr. Souaré fick också stöd av landets högsta militärchef, general Diarra Camara som försökte förhandla med rebellerna.
Men under juldagen gav både Camara och Souaré upp och infann sig på en armébas.
- Herr president, medlemmar av CNDD, vi tackar er och vi ställer oss till ett förfogande, sade Souaré till kuppledaren i en sändning över privatradiostationen Liberte FM.
Souarés moder, Aissatou, sade i en telefonintervju att hennes son avgått som premiärminister och att han och en rad andra ministrar hade infunnit sig vid de anvisade armébarackerna av rädsla för att annars bli infångade med våld.